# محمود المشهدانی
محمود المشهدانی (زاده ۲۰ مِی ۱۹۴۸ بغداد) سیاستمدار اهل‌سنت عراقی و رییس پارلمان عراق است.
المشهدانی تحصیلات خود تا پایان دبیرستان در کاظمین گذرانده است. وی در سال ۱۹۷۳ از دانشکده پزشکی دانشگاه بغداد تحصیلات خود را به پایان رسانده است.
المشهدانی در سال ۱۹۸۱ به خاطر مواضع سیاسی‌اش بازداشت و زندانی شد. وی پس از سقوط حکومت صدام در سال ۲۰۰۴ به عضویت کمیته تدوین قانون اساسی عراق برگزیده شد.
المشهدانی در سال ۲۰۰۶ با رای نمایندگان به عنوان رییس پارلمان عراق انتخاب گردید. وی در انتخابات پارلمانی عراق در سال ۲۰۲۱، به عنوان نماینده بغداد در پارلمان عراق از ائتلاف عزم پیروز شد. المشهدانی با کسب ۱۴۰ رای در دسامبر ۲۰۲۴ به عنوان رییس پارلمان عراق توسط نمایندگان پارلمان انتخاب گردید.